# Miguel Planchuelo Herresánchez
Miguel Planchuelo Herresánchez (Cáceres, 1940 - Pontevedra, 20 de gener de 2020) fou un policia espanyol, agent del Cos de Policia Nacional i cap de la Brigada d'Informació de Bilbao durant els anys d'activitat dels Grups Antiterroristes d'Alliberament (GAL). Fou condemnat pel segrest de Segundo Marey l'any 1983, primera acció atribuïda als GAL, mentre que fou absolt per altres accions del grup armat.
Planchuelo fou oriünd de la localitat extremenya de Cáceres i ingressà professionalment a la Policia Nacional espanyola. Dins del cos exercí càrrecs rellevants com el de cap de la Brigada d'Informació de Bilbao i el de comissari provincial de Salamanca, entre d'altres. Quan l'any 1983 els GAL segrestaren per error a Segundo Marey (cas Marey), després d'haver-lo confós amb un dirigent d'ETA, estava com a màxim responsable de la brigada d'informació de la capital biscaïna. Aquest mateix cas li comportà una condemna judicial, així com al ministre de l'Interior José Barrionuevo, al director general de seguretat Rafael Vera i al diputat Ricardo García Damborenea, entre altres alts càrrecs del govern del PSOE d'aquella època.
Després de complir condemna, traslladà la seva residència a diversos indrets sent el darrer la parròquia de Lérez a la ciutat de Pontevedra, lloc de d'origen de la família de la seva muller. El 20 de gener de 2020 morí en aquesta ciutat, a l'edat de 79 anys, a conseqüència d'una malaltia. A nivell familiar, deixà en vida a tres fills i quatre nets. El seu cos es velà al tanatori de San Mauro i el 21 de gener fou enterrat després de celebrar-se un funeral a partir de les 12:30 hores a l'església de San José de Campolongo.